# Saison 3 de Switch
Cet article présente le guide des épisodes de la troisième saison de la série télévisée Switch.
Cette saison est totalement inédite en France.

## Épisode 1:Net Loss
- États-Unis : 23 septembre 1977 sur CBS
- France : Inédit

- Sonny Bono (Darcy Taggart)
- Howard Hesseman

## Épisode 2:Downshift
- États-Unis :
- France :

## Épisode 3:Fade Out
- États-Unis :
- France :

## Épisode 4:Legend of the Macunas - Part 1
- États-Unis :
- France :

## Épisode 5:Legend of the Macunas - Part 2
- États-Unis :
- France :

## Épisode 6:Dancer
- États-Unis :
- France :

## Épisode 7:Go for Broke
- États-Unis :
- France :

## Épisode 8:Lady of the Deep
- États-Unis :
- France :

## Épisode 9:Thirty Thousand Witnesses
- États-Unis :
- France :

## Épisode 10:Dangerous Curves
- États-Unis :
- France :

## Épisode 11:The Tong
- États-Unis : 23 septembre 1977 sur CBS
- France : Inédit

- Barbara Luna (Sergent Helen Lee)
- John Fujioka (en)
- Philip Ahn
- James Hong
- Sharon Gless (Maggie)
- Charlie Callas (Malcolm)

## Épisode 12:Who Killed Lila Craig?
- États-Unis :
- France :

## Épisode 13:The Cage
- États-Unis :
- France :

## Épisode 14:Coronado Circle
- États-Unis :
- France :

## Épisode 15:Blue Crusaders Reunion
- États-Unis :
- France :

## Épisode 16:Stolen Islan
- États-Unis :
- France :

## Épisode 17:Play-off
- États-Unis :
- France :

## Épisode 18:Mexican Standoff
- États-Unis :
- France :

## Épisode 19:Three Blond Mice
- États-Unis :
- France :

## Épisode 20:The Siege at the Bouziki Bar
- États-Unis :
- France :

## Épisode 21:Formula for Murder
- États-Unis :
- France :

## Épisode 22:Photo Finish
- États-Unis :
- France :